# Фильм-сканер
Фи́льм-ска́нер — телевизионный датчик, преобразующий изображение с фотографического негатива или диапозитива (слайда) в цифровой файл. От обычного планшетного сканера отличается более высоким физическим разрешением, приведённым к эмульсионному слою фотоплёнки, поскольку сканирование происходит с очень малой площади малоформатного (реже — среднеформатного) негатива. Ранние модели таких сканеров обладали типовым разрешением 2700 точек на дюйм. В дальнейшем показатели улучшались и в настоящий момент этот параметр составляет 4000 dpi. Иногда фильм-сканерами называют сканеры киноплёнки, но это неверно, поскольку последние предназначены для оцифровки движущегося изображения и обладают гораздо более высоким быстродействием.

## Назначение
Первый фильм-сканер «Nikon 35 mm Direct Transmitter NT-1000» был создан в 1983 году специально для японского новостного агентства Kyodo News, чтобы упростить и ускорить передачу фотографий, исключив фотопечать. В течение нескольких лет после этого фильм-сканеры полностью заменили бильдаппараты в фотожурналистике, особенно в фотослужбах крупных информационных агентств. Сканеры позволили отказаться от фотопечати позитива при получении цифрового файла изображения. Благодаря использованию такого сканера стала возможна быстрая передача фотографий по интернету, сразу после получения сухого негатива. Кроме того, отсканированное изображение сразу же пригодно для использования в компьютерной вёрстке газет и журналов. В других областях фотографии фильм-сканеры стали бюджетной альтернативой профессиональным барабанным сканерам, применявшимся в полиграфии. Они получили распространение, как устройства технологии, переходной от плёночной к цифровой фотографии в начале 1990-х годов, когда цифровые фотоаппараты были мало распространены и практически недоступны рядовым фотографам. 
Обработка цифрового изображения, полученного с фильм-сканера, позволяет регулировать его характеристики значительно эффективнее, чем при традиционной оптической печати. Кроме того, при сканировании негатива качество файла выше, чем при сканировании фотоотпечатка с него же за счёт исключения одного из промежуточных этапов цветоделения и потерь фотографической широты при фотопечати. Работа с цифровым изображением впервые позволила полноценно использовать в фотографии цифровые эффекты, по сути став аналогом кинематографической технологии Digital Intermediate. Место обычных минифотолабораторий в пунктах массовой фотопечати стали занимать цифровые: вместо прямой оптической печати с негатива на фотобумагу производилось автоматическое сканирование встроенным фильм-сканером с последующей цифровой обработкой снимков для фотовывода. В конце 1990-х годов почти все модели фильм-сканеров обладали функцией аппаратной очистки изображения от пыли и царапин плёнки при помощи инфракрасного детектора, создающего «карту повреждений» (англ. Digital ICE, Image Correction & Enhancement). Эта технология неприменима для чёрно-белых негативов, изображение которых состоит из металлического серебра, однако с успехом используется при оцифровке монохромных плёнок, содержащих только краситель.
С распространением цифровых фотоаппаратов, фильм-сканеры практически вышли из употребления вследствие постепенного отказа от фотоплёнки в фотографии. В настоящее время планшетные сканеры имеют сопоставимую разрешающую способность и обладают встроенными модулями для сканирования фотоплёнки. Поэтому, как самостоятельные устройства фильм-сканеры в настоящее время почти не выпускаются.